# Hydrotaea palaestrica
Hydrotaea palaestrica este o specie de muște din genul Hydrotaea, familia Muscidae. A fost descrisă pentru prima dată de Johann Wilhelm Meigen în anul 1826. Conform Catalogue of Life specia Hydrotaea palaestrica nu are subspecii cunoscute.